# グルメシティ関東
株式会社グルメシティ関東（英称:gourmetcity Kantō）は、かつて存在した日本のスーパーマーケットチェーンを運営する企業。本社は東京都板橋区の、かつてダイエーの本社機能があったダイエー成増店建物内にあった。関東地方、東海地方に「グルメシティ」「フーディアム」を展開していた。
ダイエーの完全子会社であったが、2015年3月1日にダイエーに吸収合併され消滅した。

## 概要
前身は株式会社セイフーで、2006年3月1日付でダイエーグループの食品スーパーを運営する5法人（株式会社ダイエーも含む）が店舗名をグルメシティに統一することを前提に、社名を株式会社グルメシティ関東に名称変更した。
社名変更から随時、「セイフー○○店」から「グルメシティ○○店」への店名変更と、看板のダイエー旧ロゴによる「Seifu」表記から新「gourmet city」ロゴに変更を進め、フーディアムになった三軒茶屋店を除き、2007年5月までに全店舗の変更が完了した。
ダイエー系のスーパーマーケットとしては24時間年中無休営業や深夜営業を率先的に実施している。また旧・ダイエー系のスーパーマーケットのマルエツから譲受した一部の店舗もグルメシティ関東が運営していた。
長らく特売のチラシで集客を行ってきたが、コストなどの面から通常の店舗よりも安く、いつも同じ値段でチラシの配布が不要のEDLP業態に本格的に参入、既存店舗のEDLPへの転換を進めてきた。
2015年3月1日にグルメシティ近畿と共にダイエーに吸収合併され消滅し、グルメシティとフーディアムの全店舗がダイエー直営となった。

### 青山商店 → 青楓チェーンストア → セイフー

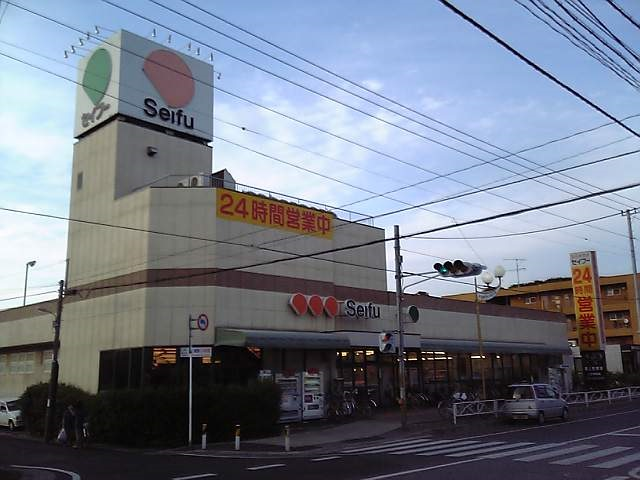
旧:セイフー蘇我店

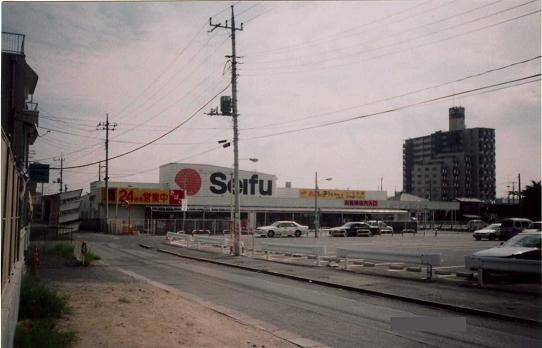
旧:セイフー東金店

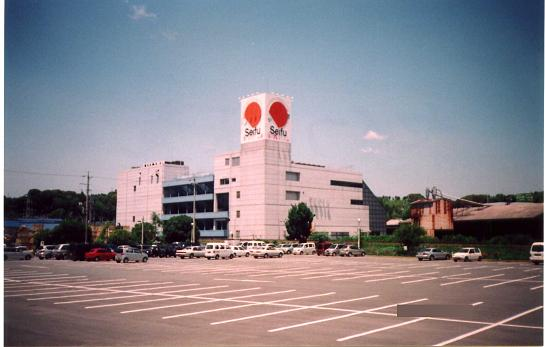
旧:セイフー天竜店

1932年10月、青山早次郎が青山商店を創業したのが始まりである。その後、卸売部門となる株式会社青山商店とスーパーストアー部門の株式会社青楓チェーンを立ち上げ、チェーン展開を開始。出店を重ね、首都圏での中堅スーパーとして安さを武器に大手スーパーを相手に互角以上の戦いを挑んでいた。
ところが1969年からサウナ、レストラン、マンション経営等の経営多角化が災いし、業績が一気に悪化。第一勧業銀行（以下、第一勧銀）の下で再建を行うこととなった。
1979年に大手スーパーとの業務提携を開始。最初にジャスコと商品提携するも効果は稀薄だった。同年にはダイエーが青楓側に業務提携を申し入れたが、再建パートナーの第一勧銀側が難色を示したため計画は一旦頓挫。年内いっぱいでジャスコとの提携を解消した後、翌1980年1月に再度ダイエーが提携を申し入れ、3月に正式に資本・業務提携を結んだ。この提携は、ダイエー側の80年度の重点政策であった業務提携の第1弾となり、青山社長含む創業者一族の辞任と、青楓の総発行株300万株のうち、青山社長の持ち株66万株含む22%をダイエーが収得すること等が決められた。この時の青楓の所有店舗数は53店舗。
1981年、社名を株式会社セイフー（本社:東京都葛飾区青戸）に変更。同年ダイエーがセイフーと同じく東京で食品スーパーを展開していたオーケーと全面提携。セイフーが累積赤字を解消し単年度決算で黒字となった時点でオーケーと合併計画だったが、再建が進まず、この計画は自然消滅している。
首都圏を中心に店舗を展開してきたが、ダイエーが新潟県のやませ、静岡県のトウアといった地場スーパーと業務提携を行っていたこともあり、前述の2社の営業権をセイフーが獲得し、中部・東海地方に進出。更に1996年、資金繰りの悪化したヤオハンジャパンから店舗の一部を買収し勢力を増やした（ヤオハンは翌1997年に会社更生法の適用を申請）。
2000年6月1日付で、休眠会社であったトウアを、旧:ヤオハンの大型店舗の運営のために復活させた東海ダイエーと、ダイエーに合併された忠実屋の傘下にあったシヅオカヤを吸収合併した（シヅオカヤは、忠実屋がダイエーと合併後にダイエーグループの一員となった）。
2006年3月1日、ダイエー系食品スーパー5法人（株式会社ダイエー含む）が店舗名を「グルメシティ」に統一するのを機に、社名を「グルメシティ関東」に変更した。なお「グルメシティ」は、以前からダイエー直営の小型店舗の名称及びセイフーの一部店舗の名称として使用されていた。

### 萩原商事 → シヅオカヤ
株式会社シヅオカヤ（英称:Shizuokaya）は、かつて首都圏を中心にスーパーマーケットを展開していた会社。
萩原一族が営業を開始した新宿駅前の販売店が発祥で、その後、スーパーマーケット事業に参入。株式会社を設立し、1号店を三鷹に構え、その後多数店舗を出店していった。
ところが1983年度に行った高島屋スーパーの一部の店舗買収を含む過剰な拡大策が裏目に出て、経営赤字に陥る。そこで同じく首都圏で店舗を展開していた忠実屋と業務提携し、建て直しを図る。しかし、1986年3月6日付けで忠実屋は創業一族であった萩原秀樹（当時社長）を解任して取締役に、萩原の後任として忠実屋の専務であった金森方志を就任させる人事案を発表。萩原はその後、一方的な解任だとして忠実屋に反発、裁判も辞さない構えであったが、両社の弁護士により和解。萩原は同社の取締役・経営から去ることなり、当社は忠実屋の手中に完全に入ることとなった。
その後、忠実屋・いなげや事件を経て経営が傾きかけていた忠実屋は1994年にダイエーに吸収合併される形で消滅。その後は、1991年に吸収した旧・ナイスの店舗の店舗面積の狭さにも対応できる店舗ブランドを作ることが課題とされ、許可を得てダイエーがプライベートブランドとして使用していた「プライスセーバー」を酒類ディスカウントストアとして誕生させる。このブランドは当社だけでなく、ダイエーの関連会社でも使用された。
当社は忠実屋がダイエーに吸収された後、単独勢力となるもダイエーの食品スーパー再編により2000年にセイフーと合併し、消滅した。なお、プライスセーバーについては引き続きダイエーグループで使用されるもダイエーの経営不振により大半の店舗が閉鎖され、最後まで残っていた城山店も2011年1月5日で閉鎖された。

### トウア → 東海ダイエー
株式会社 東海ダイエーは（英称:Tokai Daiei）は、かつて東海地方を中心にスーパーマーケットを展開していた会社。
元は、静岡県の地場スーパー「トウア」で、地元資本のスーパーとして展開するも大型商業施設等の登場により売上が低迷。その後、1980年にダイエーと業務提携を結び、1987年には完全子会社となり再建する。ところが業績不振は回復せず、1994年から赤字が発生。セイフーと当社の商品構成が似ていることから、統一のPOSを導入する等により1996年9月1日にセイフーに全8店の営業権を譲渡し、休眠会社となった。
その後、1998年にダイエーがヤオハンジャパンから店舗を譲り受けた際、セイフーに全店の運営を任せたが、一部大型店が含まれていた為、運営が困難となった。そこで、休眠会社であったトウアを復活させ「東海ダイエー」に社名変更した上で大型店の運営を引き受けた。
ダイエーの食品スーパー再編により2000年にセイフーと合併し消滅した。

## 運営店舗
2014年4月25日現在
- グルメシティ - 40店舗
  - 東京都 - 31店舗
  - 神奈川県 - 5店舗
  - 千葉県 - 3店舗
  - 埼玉県 - 1店舗
- フーディアム - 2店舗
  - 東京都のみ

食品のみを扱う小型店舗もあれば、衣料品や酒等を取り扱い専門店を多数入居させた大型店も存在する。また、セイフー時代に三軒茶屋店（旧・セイフー太子堂店）をダイエー側が改装し、都市型食品スーパー「フーディアム三軒茶屋」を開業、その後も当社運営のフーディアムが登場している。
またダイエーに吸収合併される以前からダイエー直営のグルメシティも存在したが、関西地方とは異なり冠に「ダイエー」を付けていないため、ダイエーが運営している店舗か判別するには公式ウェブサイトを参照する必要があった。
かつてはダイエーグループの中で食品スーパーを展開していたのは当社だけでなくマルエツが存在したため、競合とならないよう両社が調整し閉鎖した店舗が少数ではあるが存在する。
店舗は東京都、千葉県、埼玉県、神奈川県に所在していた。セイフー時代はヤオハン他中部地方のスーパーマーケットを譲受・合併するなどして北は新潟県から南は愛知県まで店舗を拡大していったが、親会社のダイエーの経営悪化の余波で店舗網が見直され、新潟県、長野県、茨城県、山梨県、愛知県、静岡県の全店舗を閉鎖し、解散時点では営業範囲を南関東エリアのみへ縮小していた。また、2014年に閉鎖した静岡県の店舗の一部はグループ会社のマックスバリュ東海へ譲渡され、同社が展開する「マックスバリュ」やディスカウントストアの「ザ・ビッグ」として営業している（このうち、「ザ・ビッグ」の店舗は2019年にイオンビッグに再譲渡）。

### 店番号
ダイエーで使用されている店番号は、旧:セイフー店舗には4000番台を、旧:シヅオカヤ店舗には7000番台を付与している。

## 過去に展開していたブランド
ブランドの詳しい詳細については
- セイフー（旧・青楓チェンストアー）
かつての主力食品スーパー。

- ニューセイフー
ダイエーのディスカウントストア、トポスのノウハウを多数使用した。

## 沿革

### 青山商店 → 青楓チェーンストアー → セイフー → グルメシティ関東
- 1932年（昭和7年）10月5日 - 青山商店を東京都荒川区三河島の地に創業。
- 1949年（昭和24年）3月 - 資本金50万円で株式会社青山商店設立。
- 1958年（昭和33年）4月 - チェーンストアー組織に改組。
- 1959年（昭和34年）4月 - 資本金200万円に増資。
- 1960年（昭和35年）2月1日 - スーパーストアー部門として株式会社青楓チェーンストアー設立。青山商店は卸売部門となる。
- 1965年（昭和40年）5月 - 設立した上記の2社を合併。社名を青楓チェーンストア株式会社青山商店に名称変更。
- 1967年（昭和42年）11月 - 大型店の青戸店開業。店舗の大型化が本格的になる。
- 1968年（昭和43年）12月 - マンション経営に進出[9]。
- 1969年（昭和44年）8月 - レジャー部門として株式会社レジャスター設立。
- 1970年（昭和45年）2月 - 鮮魚部門強化の一環としてセイフーフード株式会社を設立。鮮魚3品の加工販売を行う。
- 1979年（昭和54年）
  - 3月 - ジャスコ（現・イオン）と商品提携開始。
  - 4月 - 第一勧業銀行（現・みずほ銀行）の下で再建開始。
  - 8月 - 日配給品を製造していた白鳥工場を閉鎖。
  - 12月 - ジャスコとの商品提携解消。
- 1980年（昭和55年）3月 - ダイエーと業務提携開始。
- 1981年（昭和56年）
  - 2月1日 - 社名を株式会社セイフーに名称変更。
  - 12月7日 - ダイエーとオーケーと共に全面提携を発表[10][11]（オーケーとは後に解消）。
- 1982年（昭和57年）
  - 9月 - 雑色店を、当社初のディスカウントストア「ニューセイフー」に業態転換[12]。
  - 10月 - 本社に苦情等に対応する「クレーム110番」を新設[13]。
- 1996年（平成8年）9月1日 - トウア（静岡県）、やませ（新潟県）の店舗の営業権を譲り受け、それぞれセイフー店舗とする[14]。
- 1997年（平成9年）5月15日 - ヤオハンジャパン（静岡県）が所有していた熱海を始めとする16店舗をダイエーが購入、14店舗をセイフーとする[15]。
- 1998年（平成10年）
  - 11月 - 運営していた新潟県の全8店舗の営業権をオーシャンシステム（新潟県）に譲渡。新潟県から撤退。
  - 12月 - 旧・ヤオハン店舗の大型店であった富士吉田店、櫛形店、沼津店、富士宮店の4店舗を休眠会社であった東海ダイエー（静岡県）に譲渡。
- 1999年（平成11年）3月1日 - 忠実屋（現・ダイエー）の子会社であったシヅオカヤ（東京都）から全21店舗を譲受。セイフー店舗に転換し、全85店舗となる。
- 2000年（平成12年）
  - 6月1日 - 株式会社シヅオカヤ、株式会社東海ダイエーと合併。存続会社を株式会社セイフーとする。
  - 6月 - 運営していた静岡県浜松地区の全5店舗の営業権をつるみ[注釈 3]（静岡県）に譲渡。
- 2004年（平成16年）10月16日 - 当社初のドラッグストアを兼ね備えたセイフーグルメシティ糀谷店を開業。9年振りの新規出店を果たす[16]。
- 2005年（平成17年）
  - 8月31日 - グルメシティの1号店であった諏訪インター店が閉店。長野県から撤退。
  - 12月10日 - 三軒茶屋店（旧:太子堂店）をダイエー主体で改装し、foodium三軒茶屋として開業。セイフーが開業させた事実上最後の店舗となる。
- 2006年（平成18年）
  - 3月1日 - ダイエー系食品スーパーが店舗名を「グルメシティ」に統一するのを機に、社名を株式会社グルメシティ関東に名称変更。
  - 6月5日 - ダイエーの方針により、本社機能を東京都葛飾区から東京都江東区東陽2丁目2番20号（東陽駅前ビル）に移転。
- 2007年（平成19年）5月 - セイフーからグルメシティへの名称変更が完了。「セイフー」が完全消滅。
- 2012年（平成24年）
  - 1月5日 - 酒類ディスカウントストア、プライスセーバー城山店が閉店。「プライスセーバー」が完全消滅。
  - 5月20日 - 河口湖店が閉店。山梨県から撤退。
  - 6月20日 - 東向島駅前店を開店[注釈 4]。
  - 不明 - 本社機能をダイエー成増店（明治安田生命成増ビル）に移転。
- 2013年（平成25年）8月27日 - 親会社であるダイエーがイオンの子会社となった為、同社もイオングループとなる。
- 2014年（平成26年）
  - 2月3日 - イオングループの電子マネーであるWAONの導入を開始[17]。
  - 2月23日 - マックスバリュ東海への譲渡に先立ち、静岡県の熱海店、修善寺店、静岡城北店の3店舗を閉店。
  - 3月1日 - 閉店した上述の3店舗をマックスバリュ東海へ譲渡[注釈 5]。
  - 4月13日 - 裾野店が閉店[18]。静岡県から撤退。
- 2015年（平成27年）
  - 2月8日 - 青山商店の創業店舗であった三河島店が閉店。
  - 3月1日 - 親会社の株式会社ダイエーに吸収合併され解散。

### 萩原商事 → シヅオカヤ
- 1946年（昭和21年） - 東京・新宿駅前に青果と食料品を取り扱う販売店「静岡屋」として創業。
- 1960年（昭和35年）
  - 3月3日 - 資本金500万円で萩原商事株式会社を東京都調布市深大寺2632に設立。
  - 不明 - 1号店となる三鷹店（現・グルメシティ三鷹中原店）を開業。
- 1961年（昭和36年）7月 - セルフサービス方式を採用。
- 1976年（昭和51年）3月 - ライフランド静岡（のちのトポス静岡店、現・ヤマダ電機）を開業。当社初の大型ショッピングセンター。
- 1984年（昭和59年）3月8日 - 首都圏を中心に展開していた忠実屋（東京都）と業務提携することで合意。忠実屋傘下となる[19]。
- 1986年（昭和61年）
  - 3月6日 - 忠実屋の人事により萩原秀樹社長が取締役に降格。代わって忠実屋の専務であった金森方志が社長に就任[5]。
  - 3月10日 - 前社長の萩原秀樹が、解任理由が一方的且つ不明朗として忠実屋側に公開質問状を提出[6]。
  - 6月 - 前社長の萩原が取締役から退任と同時に萩原一族の運営が終了[8]。
  - この年、静岡呉服町店（静岡伊勢丹地下）を閉店（直営化）。

- 1991年（平成3年）
  - 6月 - 社名を株式会社シヅオカヤに名称変更。
  - 9月1日 - 忠実屋の系列会社でミニスーパーを運営していた株式会社ナイスと統合。所有していた全15店舗の営業権を譲受[20][注釈 6]。
- 1999年（平成11年）3月1日 - 株式会社セイフーに全21店舗の営業権を譲渡。当社は建物を管理する不動産会社となる。
- 2000年（平成12年）6月1日 - 株式会社セイフーを存続会社として、株式会社東海ダイエーとともに同社に合併。

## 関連会社
かつて存在した会社も列挙する。

### セイフー関連
- セイフーフード

- レジャスター → セイフーレジャー
サウナやレストランの経営を行う会社。後に清算された。

- セイフーボンテ
ベーカリーを経営する会社。

### シヅオカヤ関連
- 萩原観光工業
観光部門であった。後に萩原商事に吸収される形で消滅した。

- 新産